# Lorenzo Music
Lorenzo Music (geboren als Gerald David Music, New York, 2 mei 1937 – Los Angeles, 4 augustus 2001) was een Amerikaanse acteur, stemacteur, schrijver, televisieproducent en muzikant. Hij is het meest bekend als de stem van de stripkat Garfield in diens tekenfilmserie en specials. Hij deed ook stemmen voor de televisieseries Rhoda en Gummi Beren.

## Vroege carrière
Music werd opgevoed in Duluth waar hij onder andere naar de universiteit ging. Hier ontmoette hij zijn vrouw Henrietta, en samen vormden ze een komisch duo genaamd Gerald and His Hen. Dit deden ze acht jaar.
Music veranderde zijn naam in Lorenzo om spirituele redenen, nadat hij lid werd van de Indonesische spirituele vereniging Subud.
Music kreeg zijn eerste professionele baan als stemacteur voor de cartoon The Jetsons in 1962. Hij werd schrijver voor The Smothers Brothers Comedy Hour gedurende 1968 en 1969.
Music was de bedenker van de Bob Newhart Show die in 1972 voor het eerst werd uitgezonden en zes jaar liep. In 1976 kregen Lorenzo en Henrietta de kans om een eigen televisieshow te presenteren getiteld The Lorenzo and Henrietta Music Show. Deze show liep niet lang.

## Garfield
In 1982 was Jim Davis' Garfield de populairste strip in de Verenigde Staten. Om die reden was Jim Davis met onderhandelingen begonnen om Garfield om te laten zetten tot een animatiespecial voor op tv. De producers hadden iemand nodig die de stem van Garfield, een luie, egoïstische kat, kon doen. Na audities werd Music gekozen als de stem van Garfield.
Music deed Garfields stem in alle 12 tv-specials en in de animatieserie Garfield and Friends. Hij schreef ook mee aan deze serie. De rol maakte Lorenzo favoriet in de wereld van de stemacteurs, en hij leende zijn stem ook aan personages uit de animatieseries TaleSpin, The Real Ghostbusters, de Gummi Beren en Darkwing Duck. Midden jaren 90, toen zowel Garfield and Friends als Darkwing Duck werden stopgezet, stopte Lorenzo met het werk als stemacteur.
Opvallend detail is dat Music tevens de stem deed van zowel Peter Venkman in de animatieserie The Real Ghostbusters en de tekenfilms van Garfield, terwijl Bill Murray, die de rol van Peter Venkman speelde in de oorspronkelijke film Ghostbusters, de rol van Garfield op zich nam toen deze werd verfilmd in 2004.

## Overlijden
In 2001 stierf Music aan de gevolgen van long- en botkanker. Hij werd overleefd door zijn vrouw Henrietta, zijn dochters Roz en Leilani en zijn zonen Fernando en Sam.
Toen in 2004 de film Garfield uitkwam nam acteur Bill Murray het stokje over van Lorenzo als Garfields stem.
Lorenzo wilde in zijn leven nooit gefotografeerd worden. Hij leverde altijd het gezichtsloze stemwerk. Er bestaat echter een artikel waarin wel een foto van hem te zien is (zie externe links).